# Кокс, Харви
Ха́рви Гэ́ллэхер Ко́кс-младший (англ. Harvey Gallagher Cox, Jr. род. 19 марта 1929; Малверн, Пенсильвания) — американский протестантский теолог. Профессор богословия Гарвардской школы богословия (1969—2009).
Исследовательская и преподавательская работа Харви Кокса сосредоточена в основном на изучении теологического развития мирового христианства и, в частности, на теологии освобождения и роли христианства в Латинской Америке.

## Биография
Проработав какое-то время в торговом флоте США, Кокс поступил на факультет истории Пенсильванского университета и в 1951 году окончил его с отличием, получив степень бакалавра истории. В 1955 году он получил степень бакалавра богословия от Йельского института богословия Йельского университета и в 1963 году докторскую степень по истории и философии религии от Гарвардского университета.
Харви Кокс был посвящён в сан баптистского пресвитера в 1957 году и стал доцентом Богословской школы Андовера Ньютона в Массачусетсе. В Гарвардском институте богословия он начал преподавать в 1965 году и в 1969 году стал профессором.
В 1965 году выпустил книгу «Светский город» (англ. The Secular City).
В историческом труде Тейлора Бренча «Parting the Waters» автор описывает случай, когда Харви Кокс организовал ужин, на котором Мартин Лютер Кинг познакомился с людьми, в будущем ставшими его ближайшими соратниками и советниками в борьбе за гражданские права и свободы.
Вышел на пенсию в сентябре 2009 года и в том же году выпустил книгу «Будущее веры» (англ. The Future of Faith).

## Семья
Жена — историк-славист Нина Тумаркин (род. 1945), профессор и декан исторического отделения колледжа Уэлсли Гарвардского университета, автор многочисленных трудов по современной истории России и Советского Союза, в том числе монографий «Lenin Lives! The Lenin Cult in Soviet Russia» (Ленин жив! Культ Ленина в Советской России, 1983 и 1997) и «The Living and the Dead: The Rise and Fall of the Cult of World War II in Russia» (Живые и мёртвые: Взлёт и крушение культа Второй мировой войны в России, 1994).

## Отзывы
Специалист по африканистике, профессор Колледжа свободных искусств и общественных наук Янгтаунского университета Виктор Вантах считает Кокса одним из наиболее выдающихся теологов Запада.
Е. Г. Балагушкин отмечал, что Кокс, опираясь на конкретный религиоведческий материал, смог проследил процессы, «которые ранее вдохновляли литературное творчество Г. Гессе — необычный интерес к восточной религиозной мистике в молодёжной нонконформистской среде». Также он указал на то, что «Кокс первым из современных теологов стал отстаивать толерантное отношение к НРД и обосновывать религиозный плюрализм словами Христа о том, что „в Доме Его Отца обителей много“, то есть есть место для приверженцев разных религий».

## Научные труды

### Монографии
- The Secular City: Secularization and Urbanization in Theological Perspective (1965), Collier Books, 25th anniversary edition 1990: ISBN 0-02-031155-9
- God’s Revolution and Man’s Responsibilities (1966) no ISBN issued
- The Feast of Fools: A Theological Essay on Festivity and Fantasy (1969), Harvard University Press, ISBN 0-674-29525-0, Harper & Row 1970 paperback: ISBN 0-06-080272-3, HarperCollins 2000 paperback: ISBN 0-06-090212-4
- The Seduction of the Spirit: The Use and Misuse of People’s Religion (1973), Touchstone edition 1985: ISBN 0-671-21728-3
- Turning East: Why Americans Look to the Orient for Spirituallity-And What That Search Can Mean to the West (1978), Simon & Schuster, ISBN 0-671-24405-1
- Religion in the Secular City: Toward a Postmodern Theology, (1985), Simon & Schuster, ISBN 0-671-52805-X
- Many Mansions: A Christian’s Encounter with Other Faiths (1988), Beacon Press reprint 1992: ISBN 0-8070-1213-0
- The Silencing of Leonardo Boff: The Vatican and the Future of World Christianity, (1988) ISBN 0-940989-35-2
- Fire from Heaven: The Rise of Pentecostal Spirituality and the Re-shaping of Religion in the 21st Century, (1994), Decapo Press reprint 2001: ISBN 0-306-81049-2
- Religion in a Secular City: Essays in Honor of Harvey Cox, Harvey Cox, Arvind Sharma editors, (2001), Trinity Press, ISBN 1-56338-337-3
- When Jesus Came to Harvard: Making Moral Choices Today, (2004), Houghton Mifflin, ISBN 0-618-06744-2 (hardcover)
- The Future of Faith, (2009), HarperOne, ISBN 0-06-175552-4 (hardcover)

### Переводы на русский
- Кокс Х. Обителей много». Встреча христианства с другими верованиями // Философия человека: традиции и современность. Реферативный сборник. — М., 1992. — Вып. 3. (перевод Е. Г. Балагушкина)
- Кокс Х. Мирской град: Секуляризация и урбанизация в геологическом аспекте = The Secular City: Secularization and Urbanization in Theological Perspective / Пер. с англ. О. Боровой и К. Туровской. Под общей ред. и с примеч. О.Боровой. Послесл. С. Лёзова. — М.: Издательская фирма «Восточная литература» РАН, 1995. — 263 с. — ISBN 5-02-017847-0.